# First Presbyterian Church (Wetumpka, Alabama)

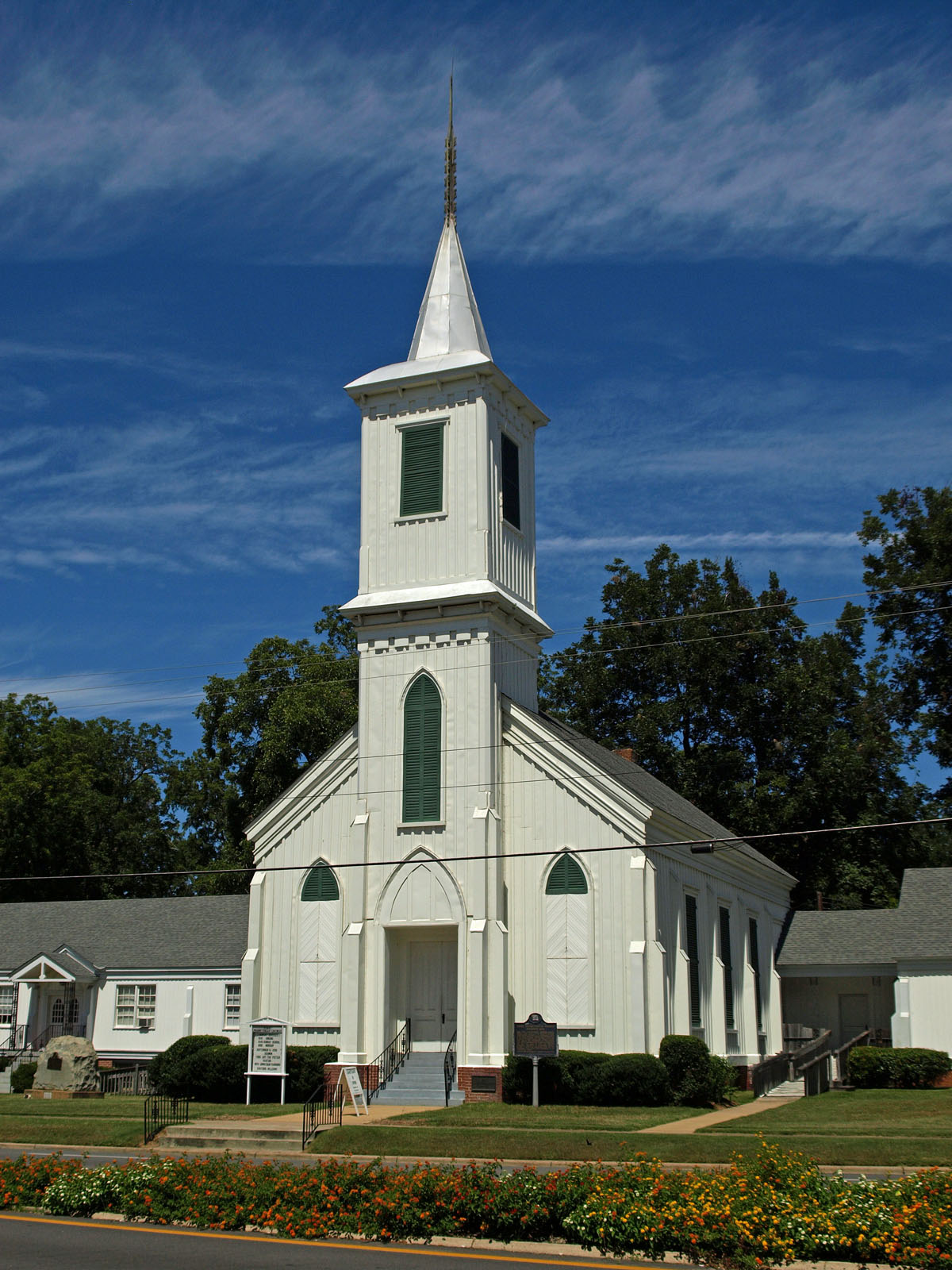
First Presbyterian Church

Die First Presbyterian Church war ein historisches Bauwerk an der W. Bridge Street Nr. 100 in Wetumpka, das seit 1976 unter der Nummer 76000324 im National Register of Historic Places eingetragen ist. Das Gebäude war ein presbyterianischer Sakralbau, der im Stil der Neogotik erbaut und am 14. Juni 1857 eingeweiht wurde. Am 19. Januar 2019 wurde die Kirche durch einen Tornado zerstört. Die Kirchengemeinde, die das Bauwerk rekonstruiert, ist Teil der Presbyterian Church (U.S.A.).